# Dům pánů z Lipé
Dům pánů z Lipé (původně Schwanzův palác či Schwanzův dům, též Dům Františka Komárka) je renesanční dům stojící na brněnském náměstí Svobody č. 85/17.

## Historie

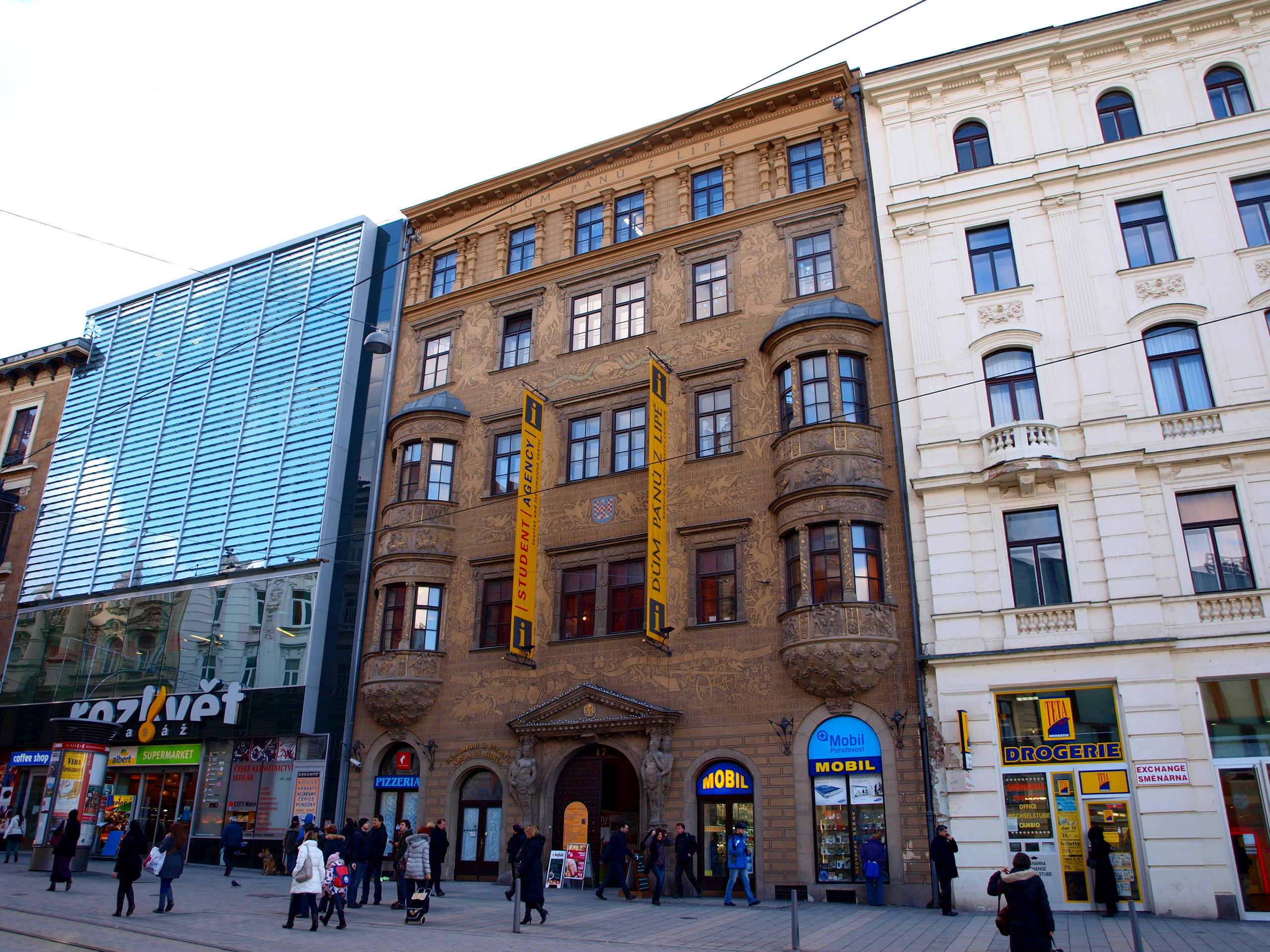
Dům pánů z Lipé, v sousedství obchodní palác Rozkvět

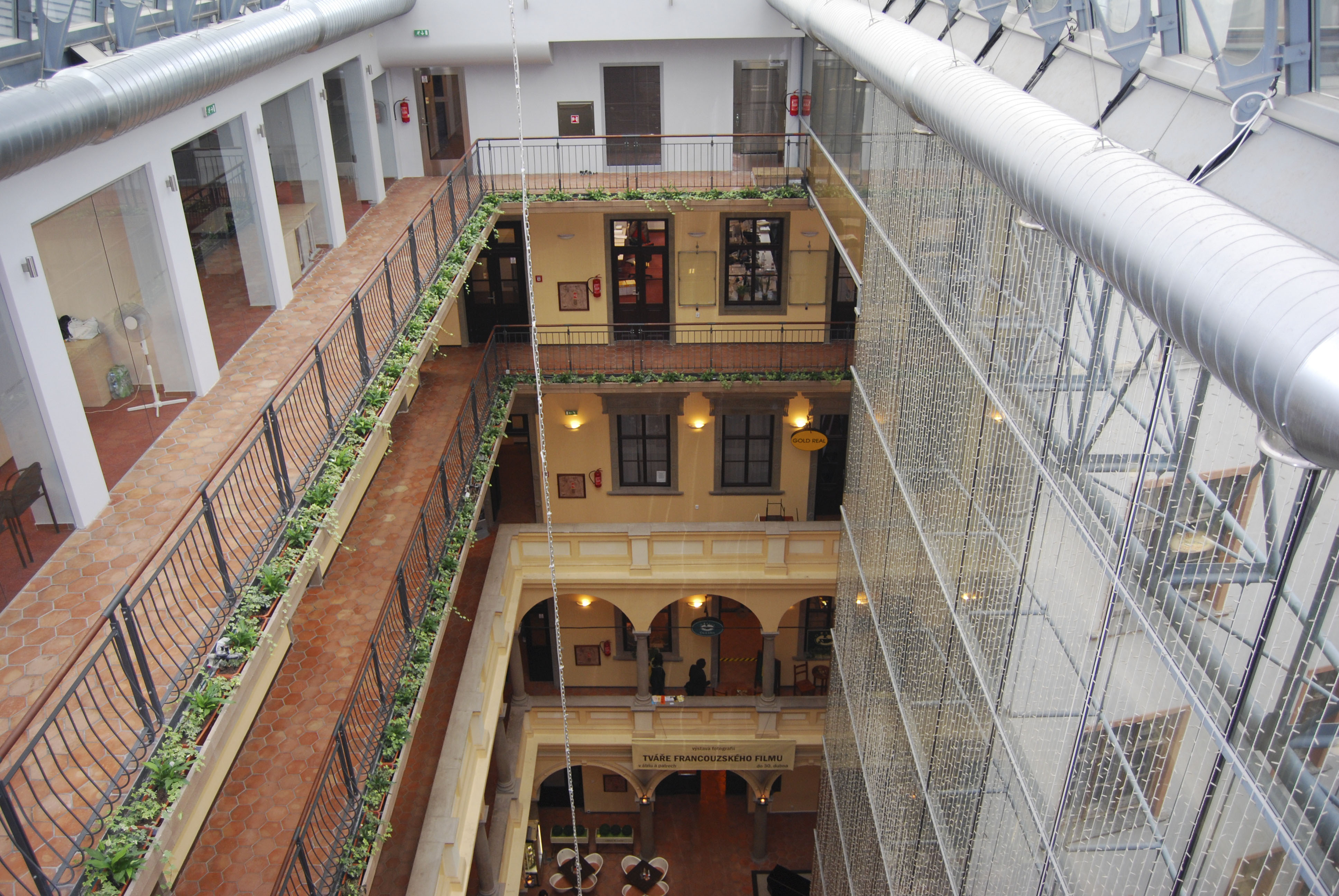
Pohled shora na moderní řešení ochozů v interiéru domu

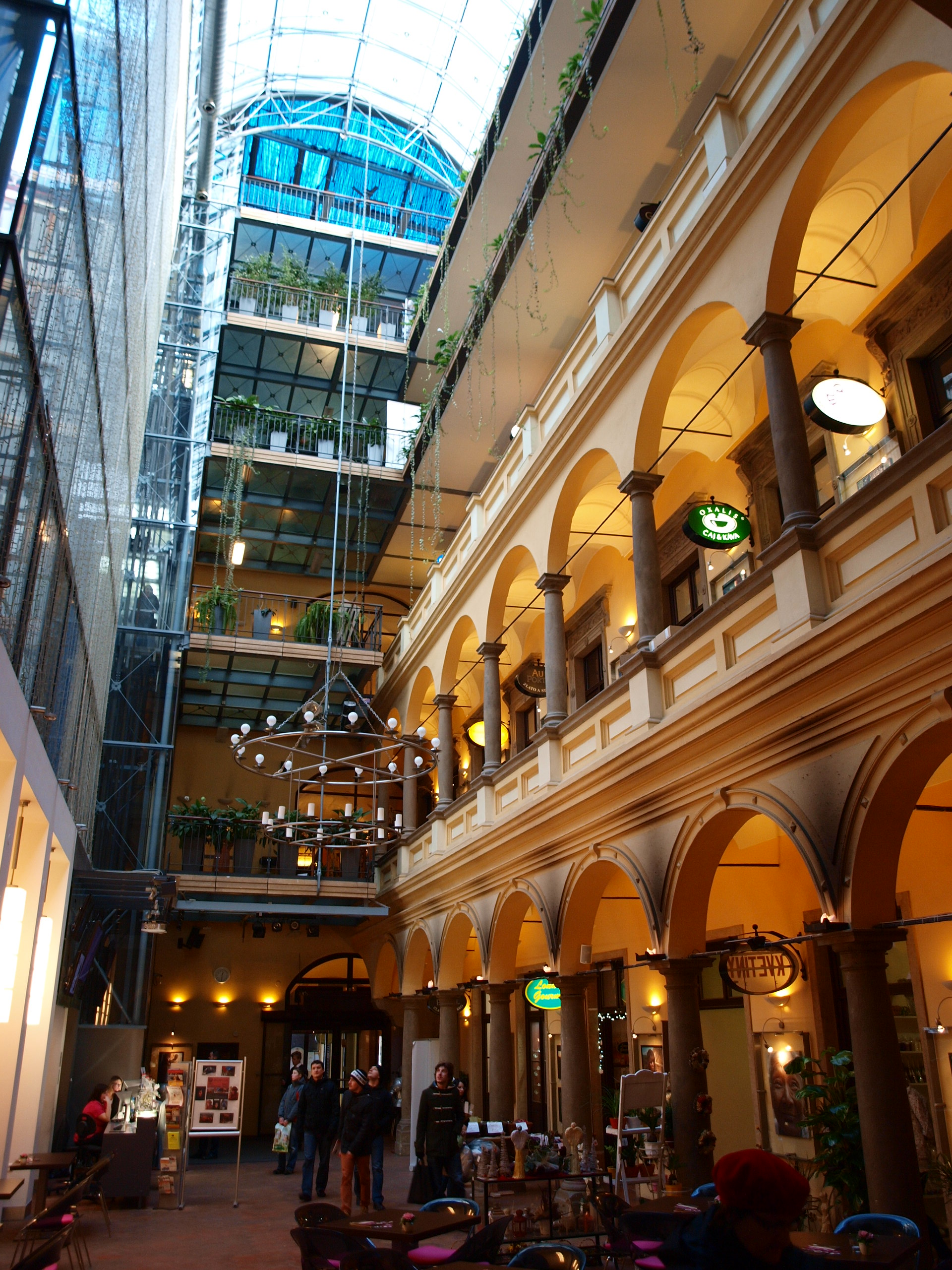
Zastřešené nádvoří domu

### Původ domu
Na místě dnešního čtyřpatrového paláce stával původně gotický dům. V roce 1531 jej vlastnil rytíř Matyáš Munka z Ivančic. Roku 1564 patřil moravskému zemskému hejtmanovi Čeňkovi z Lipé. V roce 1587 jej výměnou za dům U Červeného vola na nároží Kobližné a náměstí Svobody získal brněnský měšťan Kryštof Schwanz z Retzu. Ten jej nechal zbořit a počátkem 90. let 16. století na jeho místě vnikl na zakázku nový palác, jehož autorem byl italský renesanční stavitel Antonio Gabri. Spoluautorem dvou válcových arkýřů a portálu z roku 1589 je italský sochař žijící v Brně, Giorgio Gialdi. Na parapetech arkýřů jsou kamenné reliéfy, zachycující výjevy ze starověké mytologie, biblické příběhy, postavy evropského středověku nebo pracovní náměty, především vinobraní. Obchodník a svého času jeden z nejbohatších brněnských měšťanů Kryštof Schwanz zde provozoval velkoobchod vínem. Proto jsou na celé fasádě bohaté ornamenty vinné révy. Výsledkem jejich návrhu je třípatrový palác s pravidelnou prostorovou dispozicí obdélníkového půdorysu, jehož dvě dvorní křídla obíhají arkádové pavlače.

### Po smrti původního majitele
Po smrti Kryštofa Schwanze v roce 1601 se vystřídalo několik majitelů. V roce 1646 byl palác za 6000 zlatých prodán polnímu maršálovi Louisi Raduitu de Souches z vděčnosti za obranu města při obléhání Švédy. Syn Karel hrabě Souches palác zdědil roku 1683. Rodu ze Souches palác patřil do roku 1738, kdy se v paláci uvádí 18 pokojů, 4 kvelby, 3 kuchyně a dvě stáje pro osmnáct koní. V roce 1738 získal palác moravský zemský hejtman Jindřich Kajetán z Blümegenu a rodině Blümegenů patřil do počátku 19. století.
V letech 1818 až 1853 objekt patřil svobodnému pánu Josefu Edlerovi z Hájku (Josef Edler von Hayek) a za jeho držení byl v roce 1843 palác zvýšen o jedno patro. V roce 1831 byla v přízemí domu otevřena Höfferovská kavárna. Palác zdědila Hájkova manželka Amálie a po ní zde do roku 1856 sídlil katastrální úřad. Mezi lety 1880–1895 palác vlastnil obchodník s koloniálním zbožím Franz Komarek, který v roce 1882 nechal architektem Augustem Prokopem upravit uliční průčelí a zvýšit arkýřová okna. Úpravy ovšem způsobily poškození reliéfní výzdoby parapetů. Na konci 19. století se pro palác ujal název Komarek Haus.

### 20. a 21. století
V roce 1913 palác koupila společnost „Ústřední svaz českých hospodářských společenstev v markrabství moravském v Brně“. Poté však palác chátral. Po vzniku Československé republiky se zřejmě v důsledku protirakouských nálad začala stavba označovat jako „dům pánů z Lipé“, i když jejich rod nemá se současnou stavbou nic společného. V letech 1937–1938 upravoval průčelí architekt Bohuslav Fuchs se sochařem Antonínem Zeithammerem. Po celé ploše vytvořil sgrafitovou výzdobu malíř a grafik Emanuel Hrbek (1897–1975). Při osvobozování Brna v dubnu 1945 byl dům značně poškozen.
Několik let sloužil jako sklad sousedního obchodního domu Rozkvět. Koupila jej firma Unistav a v roce 2000 zahájila jeho kompletní obnovu, při které byl celý podsklepen a zastřešen dvůr. Při současně vedeném archeologickém průzkumu byly na místě nalezeny zbytky domu postaveného mezi lety 1243–1260, který na konci 13. století vyhořel. Od roku 2006 je majitelem paláce, který slouží komerčním a kulturním potřebám, společnost DPL real Radima Jančury. V přízemí se nachází kulturní a informační centrum. V nejvyšším poschodí je zpřístupněna vyhlídka na město.